# Moravod
Moravod (7. stoletje – 7. ali 8. stoletje), po Tomášu Pešini sin kralja Sama in njegov naslednik pri vodenju Samove plemenske zveze.

## Podatki

### Tomáš Pešina
Češki duhovnik in zgodovinar Tomáš Pešina Moravoda omenja v kroniki Mars Moravicus, kot voditelja Moravske do leta 700, po kateremu naj bi dežela dobila ime. Omenja tudi njegovega sina Vladuca (ime ima morda enak izvor kot Valuk in Valtunk), ki naj bi Moravsko vodil med letoma 700 in 720.

### Robert Nový
Pešinove zapise zgodovinar Robert Nový zavrača, saj bi se moral Moravod kot prvorojenec kralja Sama roditi okoli leta 630 zaradi česar bi težko vladal do leta 700. Nový dopušča možnost Moravodovega obstoja, vendar ne kot Samovega sina, temveč vsaj vnuka ali pa moža katere Samovih potomk.